# Павлов, Эдуард (легкоатлет)
Эдуа́рд Па́влов (род. 1938) — советский легкоатлет, специалист по бегу на короткие дистанции. Выступал на всесоюзном уровне в 1960-х годах, серебряный и бронзовый призёр чемпионатов СССР, обладатель бронзовой медали Спартакиады народов СССР, победитель первенств всероссийского и республиканского значения. Представлял Краснодар и Минск, спортивные общества «Буревестник» и «Динамо».

## Биография
Эдуард Павлов родился в 1938 году. Занимался лёгкой атлетикой в Краснодаре, выступал за добровольное спортивное общество «Буревестник». Позднее переехал на постоянное жительство в Минск, представлял Белорусскую ССР и «Динамо».
В октябре 1961 года получил серебро в беге на 400 метров на домашних соревнованиях в Краснодаре, показав 13-й лучший результат сезона в СССР — 48,0.
Первого серьёзного успеха на всесоюзном уровне добился в сезоне 1963 года, когда на чемпионате страны в рамках III летней Спартакиады народов СССР в Москве с белорусской командой выиграл бронзовую медаль в зачёте эстафеты 4 × 400 метров.
В 1964 году на чемпионате СССР в Киеве с динамовской командой вновь стал бронзовым призёром в эстафете 4 × 400 метров.
На чемпионате СССР 1965 года в Алма-Ате вместе с партнёрами по сборной Белоруссии Валентином Маслаковым, Имантом Кукличем и Анатолием Шевцовым завоевал серебряную награду в программе эстафеты 4 × 400 метров, уступив лишь команде Украинской ССР.
В мае 1966 года выиграл 400 метров на домашнем старте в Минске, показав 18-й лучший результат сезона в СССР — 48,2.